# Gino Caviezel
Gino Caviezel (* 23. Juni 1992 in Chur) ist ein Schweizer Skirennfahrer. Er fährt vor allem in den Disziplinen Riesenslalom und Super-G. Sein älterer Bruder Mauro war ebenfalls Skirennfahrer.

## Biografie
Caviezel stammt aus Pratval im Kanton Graubünden. Als Jugendlicher spielte er auch Fussball, entschied sich dann aber für den Skirennsport. Ab November 2007 nahm er im Alter von 15 Jahren an FIS-Rennen und nationalen Juniorenrennen teil. 2009 war er Teilnehmer des European Youth Olympic Festival in Szczyrk. Sein Debüt im Europacup hatte er im Januar 2011, im selben Monat siegte er erstmals in einem FIS-Rennen. Im Verlaufe der Saison 2011/12 etablierte er sich im Europacup mit fünf Platzierungen unter den besten zehn. Bei den Juniorenweltmeisterschaften 2012 in Roccaraso fuhr er im Super-G auf den fünften und im Riesenslalom auf den 18. Platz. Zum Abschluss der Saison wurde er Vize-Schweizermeister im Super-G.
Am 1. Dezember 2012 startete Caviezel erstmals im Weltcup und erreichte beim Super-G von Beaver Creek den 36. Platz. Weltcuppunkte gewann er erstmals am 12. Januar 2013, als er beim traditionsreichen Riesenslalom auf dem Chuenisbärgli in Adelboden mit der hohen Startnummer 52 Elfter wurde und dabei im zweiten Durchgang die viertbeste Zeit erzielte. Am 26. Januar 2013 folgte am Grossen Arber der erste Podestplatz in einem Europacup-Riesenslalom. Bei den Juniorenweltmeisterschaften 2013 gewann er die Silbermedaille in der Kombinationswertung. Der Vorstoss in die erweiterte Spitze gelang Caviezel in der Saison 2014/15, damit verbunden war auch der Sprung in die ersten 30 der Weltcup-Startliste. Während er zum Saisonauftakt in Sölden als 32. den zweiten Durchgang noch knapp verpasste, erreichte er in Beaver Creek und in Åre den 18. beziehungsweise den elften Rang. Seinen Saisonhöhepunkt erlebte er in Alta Badia, als er sich mit Laufbestzeit im zweiten Durchgang vom 24. auf den neunten Platz verbesserte. Während der Saison 2014/15 nahm er auch an mehreren Rennen im Nor-Am Cup teil und entschied vier Podestplätzen die Riesenslalom-Disziplinenwertung für sich.
Im Weltcupwinter 2015/16 gelangen Caviezel im Weltcup zwei Top-10-Platzierungen, wobei Platz sieben im Parallelrennen von Alta Badia sein bestes Ergebnis war. Dieses Bestergebnis egalisierte er ein Jahr später am selben Ort und in der gleichen Disziplin. Ansonsten schaffte er es in der Saison nur zweimal unter die besten 20. Mitte November 2017 stürzte er im Training in Zinal; dabei brach er sich das Schlüsselbein und zog er sich eine Gehirnerschütterung zu. Diese Verletzungen behinderten ihn im weiteren Verlauf der Saison 2017/18, sodass er sich nur einmal unter den besten 15 klassieren konnte. Nachdem er bisher nur in Riesenslaloms und Parallelrennen angetreten war, startete er ab der Saison 2018/19 auch in den Disziplinen Super-G und Kombination. Zweimal fuhr er in die Top 10; darunter war ein sechster Platz im Parallelrennen von Alta Badia, gleichbedeutend mit sein bisheriges Karriere-Bestergebnis. Fünf Top-10-Ergebnisse folgten während der Weltcupsaison 2019/20.
Die erste Podestplatzierung in einem Weltcuprennen gelang Caviezel am 18. Oktober 2020 mit Platz drei im Riesenslalom von Sölden, bei seinem insgesamt 92. Weltcupeinsatz. Am 17. März 2022 fuhr er beim Saisonfinale in Méribel Courchevel sein erstes Podium im Super-G heraus und klassierte sich dabei als Dritter neben seinem zweitplatzierten Landsmann Marco Odermatt sowie dem Sieger Vincent Kriechmayr.
Beim Sturz im Super-G in Bormio zog er sich am 29. Dezember 2024 eine, wie es hieß, "komplexe" Knieverletzung zu und fällt für den Rest der Saison aus.

## Erfolge

### Olympische Spiele
- Sotschi 2014: 30. Riesenslalom
- Pyeongchang 2018: 15. Riesenslalom
- Peking 2022: 16. Super-G, 7. Riesenslalom

### Weltmeisterschaften
- Schladming 2013: 15. Riesenslalom
- Vail/Beaver Creek 2015: 25. Riesenslalom
- St. Moritz 2017: 15. Riesenslalom
- Åre 2019: ausgeschieden im Riesenslalom
- Courchevel 2023: 9. Riesenslalom, 13. Parallelrennen

### Weltcup
- 37 Platzierungen unter den besten zehn in Einzelrennen, davon 3 Podestplätze
- 1 Sieg bei Mannschaftswettbewerben

### Weltcupwertungen
| Saison  | Gesamt | Gesamt | Super-G | Super-G | Riesenslalom | Riesenslalom | Kombination | Kombination | Parallel | Parallel |
| Saison  | Platz  | Punkte | Platz   | Punkte  | Platz        | Punkte       | Platz       | Punkte      | Platz    | Punkte   |
| ------- | ------ | ------ | ------- | ------- | ------------ | ------------ | ----------- | ----------- | -------- | -------- |
| 2012/13 | 103.   | 24     | –       | –       | 35.          | 24           | –           | –           | –        | –        |
| 2013/14 | 106.   | 25     | –       | –       | 34.          | 25           | –           | –           | –        | –        |
| 2014/15 | 53.    | 137    | –       | –       | 13.          | 137          | –           | –           | –        | –        |
| 2015/16 | 67.    | 131    | –       | –       | 22.          | 131          | –           | –           | –        | –        |
| 2016/17 | 72.    | 92     | –       | –       | 22.          | 92           | –           | –           | –        | –        |
| 2017/18 | 80.    | 57     | –       | –       | 26.          | 57           | –           | –           | –        | –        |
| 2018/19 | 48.    | 169    | 51.     | 5       | 17.          | 148          | 27.         | 16          | –        | –        |
| 2019/20 | 32.    | 231    | 25.     | 50      | 14.          | 138          | 15.         | 43          | –        | –        |
| 2020/21 | 21.    | 319    | 25.     | 64      | 12.          | 215          | –           | –           | 6.       | 40       |
| 2021/22 | 16.    | 366    | 11.     | 139     | 10.          | 216          | –           | –           | 20.      | 11       |
| 2022/23 | 13.    | 438    | 11.     | 161     | 8.           | 277          | –           | –           | –        | –        |
| 2023/24 | 27.    | 298    | 13.     | 206     | 22.          | 92           | –           | –           | –        | –        |
| 2024/25 | 63.    | 125    | 33.     | 36      | 24.          | 89           | –           | –           | –        | –        |

### Europacup
- Saison 2011/12: 8. Riesenslalomwertung
- Saison 2012/13: 7. Riesenslalomwertung
- Saison 2013/14: 7. Gesamtwertung, 8. Riesenslalomwertung, 8. Kombinationswertung
- Saison 2014/15: 7. Riesenslalomwertung
- Saison 2016/17: 6. Riesenslalomwertung, 10. Kombinationswertung
- Saison 2018/19: 5. Super-G-Wertung
- 11 Podestplätze, darunter 2 Siege:

| Datum             | Ort         | Land                 | Disziplin    |
| ----------------- | ----------- | -------------------- | ------------ |
| 20. Januar 2017   | Val-d’Isère | Frankreich           | Riesenslalom |
| 20. Dezember 2018 | Val-d’Isère | Saalbach-Hinterglemm | Super-G      |

### Nor-Am Cup
- Saison 2014/15: 1. Riesenslalomwertung
- 4 Podestplätze, darunter 1 Sieg:

| Datum            | Ort     | Land   | Disziplin    |
| ---------------- | ------- | ------ | ------------ |
| 21. Februar 2015 | Nakiska | Kanada | Riesenslalom |

### Juniorenweltmeisterschaften
- Roccaraso 2012: 5. Super-G, 18. Riesenslalom
- Québec 2013: 2. Kombination, 7. Super-G, 8. Riesenslalom, 9. Slalom, 11. Abfahrt

### Weitere Erfolge
- 2 Schweizer Meistertitel (Super-G und Riesenslalom 2017)
- 2 Podestplätze im Nor-Am Cup
- 3 Siege in FIS-Rennen
- European Youth Olympic Festival 2009 in Szczyrk: 13. Riesenslalom, 16. Slalom